# Portugiesische Eröffnung
|   | a | b | c | d | e | f | g | h |   |
| 8 |   |   |   |   |   |   |   |   | 8 |
| 7 |   |   |   |   |   |   |   |   | 7 |
| 6 |   |   |   |   |   |   |   |   | 6 |
| 5 |   |   |   |   |   |   |   |   | 5 |
| 4 |   |   |   |   |   |   |   |   | 4 |
| 3 |   |   |   |   |   |   |   |   | 3 |
| 2 |   |   |   |   |   |   |   |   | 2 |
| 1 |   |   |   |   |   |   |   |   | 1 |
|   | a | b | c | d | e | f | g | h |   |

Die Portugiesische Eröffnung ist eine selten gespielte Eröffnung des Schachspiels. Sie zählt zu den Offenen Spielen und ist in den ECO-Codes unter dem Schlüssel C20 klassifiziert.
Die Grundstellung der Portugiesischen Eröffnung entsteht nach den Zügen (siehe auch: Schachnotation):
1. e2–e4 e7–e5 2. Lf1–b5
Im Gegensatz zur Spanischen Eröffnung bewahrt Weiß durch die Verzögerung von Sg1–f3 die Option, d2–d3 und f2–f4 zu spielen. Allerdings übt Weiß hier keinen Druck auf das schwarze Zentrum aus, was Schwarz viele Möglichkeiten offenlässt. In der Turnierpraxis konnte Weiß mit dieser Eröffnung nur 39 % der Partien gewinnen, was wegen seines Anzugsvorteils kein guter Wert ist.
Falls Schwarz 2. … Sg8–f6 antwortet, kann Weiß mit 3. d2–d4 ein Gambit spielen. Eine weitere schwarze Antwort ist 2. … Sb8–c6, die nach 3. Sg1–f3 durch Zugumstellung in die Spanische Eröffnung übergehen kann. Der populärste Zug ist 2. … c7–c6, um damit den weißen Läufer anzugreifen und Zeit zu gewinnen. Das Spiel könnte mit 3. Lb5–a4 Sg8–f6 weitergehen, wonach 4. Sb1–c3 oder 4. Dd1–e2 möglich sind.